# Karel I. Württemberský
Karel I. Fridrich Alexandr (6. března 1823 Stuttgart – 6. října 1891 Stuttgart) byl v pořadí třetí württemberský král vládnoucí v letech 1864 až 1891.

## Život

### Korunní princ

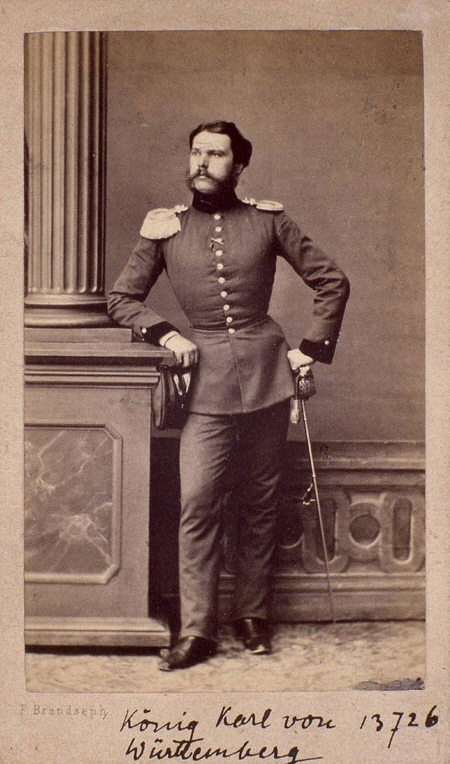

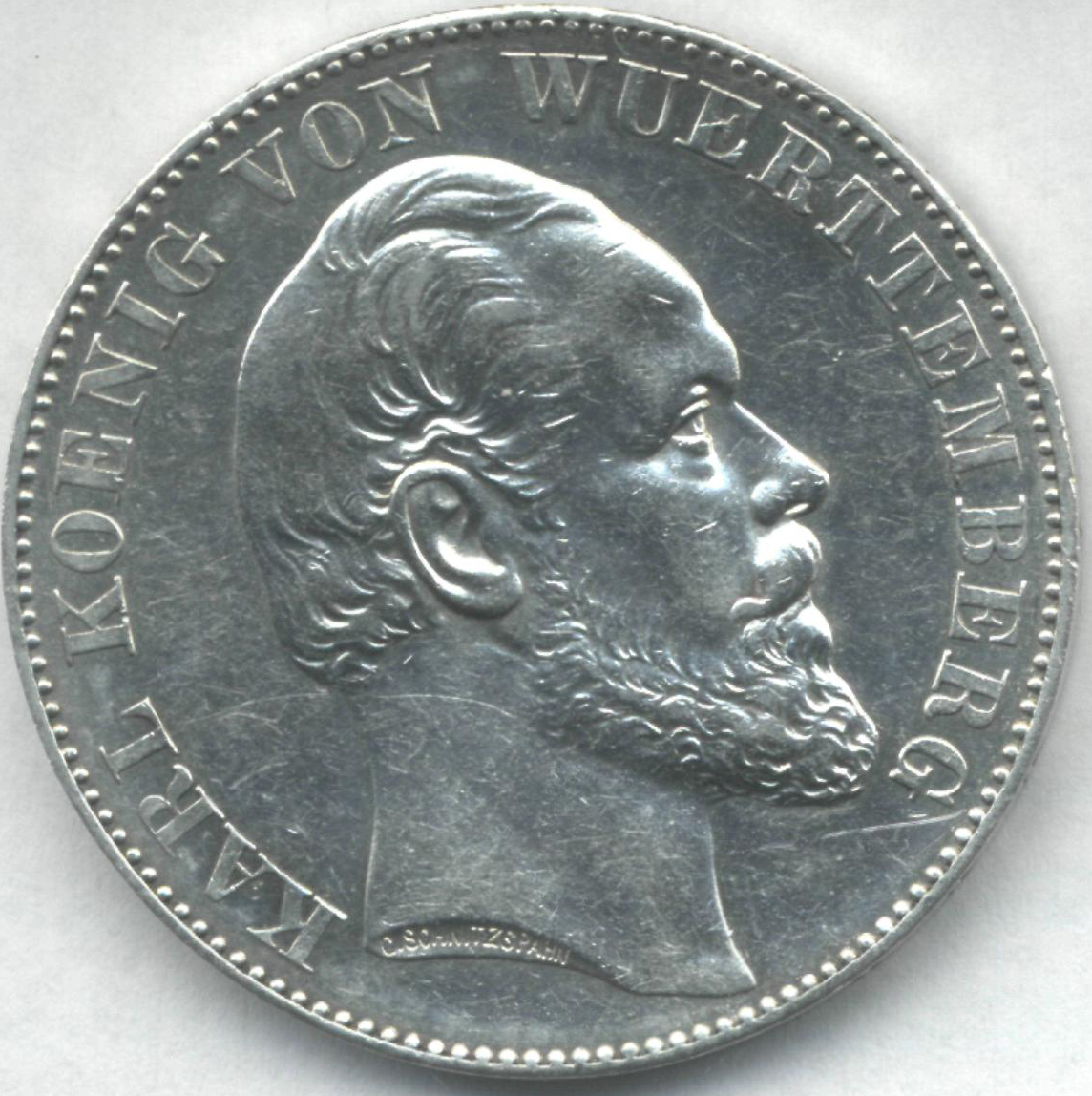
Vítězný tolar z roku 1871 s vyobrazením Karla I. Württemberského

Karel byl jediným synem krále Viléma I. a jeho třetí ženy, princezny Pavlíny. Studoval na univerzitách v Tübingenu a Humboldtově univerzitě v Berlíně. Dne 18. ledna 1846 se v Palermu zasnoubil s 23letou velkokněžnou Olgou Nikolajevnou, dcerou ruského cara Mikuláše I. a jeho manželky Šarloty Pruské (Alexandry Fjodorovny). Velkolepá svatba se odehrála na zámku Petěrgof nedaleko Petrohradu dne 13. července 1846. Novomanželský pár pak za jásotu obyvatelstva 23. září přicestoval do Stuttgartu, hlavního města Württemberského království. Zde se usadil ve vile Berg, jedné z prvních staveb novorenesance v Německu.
Manželství nedošlo naplnění a pár neměl děti, pravděpodobně v důsledku možné Karlovy homosexuality. Roku 1863 proto adoptovali Olžinu neteř Věru Konstantinovnu, dceru jejího bratra velkoknížete Konstantina Nikolajeviče.

### Württemberský král
Po smrti svého otce 25. června 1864 byl Karel 12. července intronizován. Byl liberálnější než svůj otec, a proto k 24. prosinci 1864 obnovil svobodu tisku a sdružování a k 26. březnu 1868 zavedl všeobecné, rovné, bezprostřední a tajné volební právo lidových poslanců do druhé komory parlamentu. Vnitropoliticky nabral takový liberální kurz, že odvolal vedoucí ministry Josepha von Linden a Karla von Varnbüler. V zahraniční politice v úvodních letech svého vládnutí dovedl Württemberg od spojenectví s Rakouským císařstvím ke spolku s Pruskem. Tak Württemberg uznal v roce 1866 rozpuštění Německého spolku a uzavření tajného obranného i útočného svazku s Pruskem, v souladu s ostatními jihoněmeckými státy. Přesto oficiálně dvůr, vláda i lid zastával protipruské postoje.
V říjnu 1870 odjel na soukromý pobyt do svého sídla ve Friedrichshafenu. V listopadu téhož roku přistoupilo Württembersko jako poslední země k Severoněmeckému spolku a zúčastnil se po boku Pruska prusko-francouzské války. Skutečnost, že král v politicky kritických chvílích trávil svůj čas v soukromí, i mimo zemi, a zároveň opomíjel svoje panovnické závazky, byla pro správu země na obtíž, avšak z druhé strany to bylo pro württemberskou vládu velmi výhodné, neboť mohla vládnout bez omezujících zásahů krále.
V roce 1871 se Württembersko stalo jedním ze spolkových států Německého císařství, což mělo za následek významné omezení württemberské suverenity. Království ztratilo své dosavadní mezinárodní postavení, ale na oplátku získalo větší bezpečnost z vnějšku i zevnitř. Poštovní a telegrafní služby, finanční svrchovanost, starost o kulturu, stejně jako správa železniční dopravy zůstala v jeho rukou, stejně jako vlastní vojenská správa.
Dne 3. října 1891 se Karel vrátil ze svého obvyklého letního pobytu v Friedrichshafenu a Bebenhausenu smrtelně nemocen a o tři dny později, 6. října 1891, zemřel. Pohřben byl v hrobce zámeckého kostela ve Starém zámku (Altes Schloss) ve Stuttgartu.

## Vývod z předků
|                        |                                                  |  |                              |                                       |  |  |  |  |  |  |  | Karel Alexandr Württemberský |
|                        |                                                  |  |                              |                                       |  |  |  |  |  |  |  |                              |
|                        | Fridrich II. Evžen Württemberský                 |  |                              |                                       |  |  |  |  |  |  |  |                              |
|                        |                                                  |  |                              |                                       |  |  |  |  |  |  |  |                              |
|                        |                                                  |  |                              | Marie Augusta Thurn-Taxis             |  |  |  |  |  |  |  |                              |
|                        |                                                  |  |                              |                                       |  |  |  |  |  |  |  |                              |
|                        | Fridrich I. Württemberský                        |  |                              |                                       |  |  |  |  |  |  |  |                              |
|                        |                                                  |  |                              |                                       |  |  |  |  |  |  |  |                              |
|                        |                                                  |  |                              | Fridrich Vilém Braniborsko-Schwedtský |  |  |  |  |  |  |  |                              |
|                        |                                                  |  |                              |                                       |  |  |  |  |  |  |  |                              |
|                        | Bedřiška Braniborsko-Schwedtská                  |  |                              |                                       |  |  |  |  |  |  |  |                              |
|                        |                                                  |  |                              |                                       |  |  |  |  |  |  |  |                              |
|                        |                                                  |  |                              | Žofie Dorota Pruská                   |  |  |  |  |  |  |  |                              |
|                        |                                                  |  |                              |                                       |  |  |  |  |  |  |  |                              |
|                        | Vilém I. Württemberský                           |  |                              |                                       |  |  |  |  |  |  |  |                              |
|                        |                                                  |  |                              |                                       |  |  |  |  |  |  |  |                              |
|                        |                                                  |  |                              | Karel I. Brunšvicko-Lüneburský        |  |  |  |  |  |  |  |                              |
|                        |                                                  |  |                              |                                       |  |  |  |  |  |  |  |                              |
|                        | Karel Vilém Ferdinand Brunšvicko-Wolfenbüttelský |  |                              |                                       |  |  |  |  |  |  |  |                              |
|                        |                                                  |  |                              |                                       |  |  |  |  |  |  |  |                              |
|                        |                                                  |  |                              | Filipína Šarlota Pruská               |  |  |  |  |  |  |  |                              |
|                        |                                                  |  |                              |                                       |  |  |  |  |  |  |  |                              |
|                        | Augusta Brunšvicko-Wolfenbüttelská               |  |                              |                                       |  |  |  |  |  |  |  |                              |
|                        |                                                  |  |                              |                                       |  |  |  |  |  |  |  |                              |
|                        |                                                  |  |                              | Frederik Ludvík Hannoverský           |  |  |  |  |  |  |  |                              |
|                        |                                                  |  |                              |                                       |  |  |  |  |  |  |  |                              |
|                        | Augusta Frederika Hannoverská                    |  |                              |                                       |  |  |  |  |  |  |  |                              |
|                        |                                                  |  |                              |                                       |  |  |  |  |  |  |  |                              |
|                        |                                                  |  |                              | Augusta Sasko-Gothajská               |  |  |  |  |  |  |  |                              |
|                        |                                                  |  |                              |                                       |  |  |  |  |  |  |  |                              |
| Karel I. Württemberský |                                                  |  |                              |                                       |  |  |  |  |  |  |  |                              |
|                        |                                                  |  |                              |                                       |  |  |  |  |  |  |  |                              |
|                        |                                                  |  | Karel Alexandr Württemberský |                                       |  |  |  |  |  |  |  |                              |
|                        |                                                  |  |                              |                                       |  |  |  |  |  |  |  |                              |
|                        | Fridrich II. Evžen Württemberský                 |  |                              |                                       |  |  |  |  |  |  |  |                              |
|                        |                                                  |  |                              |                                       |  |  |  |  |  |  |  |                              |
|                        |                                                  |  |                              | Marie Augusta Thurn-Taxis             |  |  |  |  |  |  |  |                              |
|                        |                                                  |  |                              |                                       |  |  |  |  |  |  |  |                              |
|                        | Ludvík Württemberský                             |  |                              |                                       |  |  |  |  |  |  |  |                              |
|                        |                                                  |  |                              |                                       |  |  |  |  |  |  |  |                              |
|                        |                                                  |  |                              | Fridrich Vilém Braniborsko-Schwedtský |  |  |  |  |  |  |  |                              |
|                        |                                                  |  |                              |                                       |  |  |  |  |  |  |  |                              |
|                        | Bedřiška Braniborsko-Schwedtská                  |  |                              |                                       |  |  |  |  |  |  |  |                              |
|                        |                                                  |  |                              |                                       |  |  |  |  |  |  |  |                              |
|                        |                                                  |  |                              | Žofie Dorota Pruská                   |  |  |  |  |  |  |  |                              |
|                        |                                                  |  |                              |                                       |  |  |  |  |  |  |  |                              |
|                        | Pavlína Württemberská                            |  |                              |                                       |  |  |  |  |  |  |  |                              |
|                        |                                                  |  |                              |                                       |  |  |  |  |  |  |  |                              |
|                        |                                                  |  |                              | Karel August Nasavsko-Weilburský      |  |  |  |  |  |  |  |                              |
|                        |                                                  |  |                              |                                       |  |  |  |  |  |  |  |                              |
|                        | Karel Kristián Nasavsko-Weilburský               |  |                              |                                       |  |  |  |  |  |  |  |                              |
|                        |                                                  |  |                              |                                       |  |  |  |  |  |  |  |                              |
|                        |                                                  |  |                              | Augusta Frederika Nasavsko-Idsteinská |  |  |  |  |  |  |  |                              |
|                        |                                                  |  |                              |                                       |  |  |  |  |  |  |  |                              |
|                        | Henrietta Nasavsko-Weilburská                    |  |                              |                                       |  |  |  |  |  |  |  |                              |
|                        |                                                  |  |                              |                                       |  |  |  |  |  |  |  |                              |
|                        |                                                  |  |                              | Vilém IV. Oranžský                    |  |  |  |  |  |  |  |                              |
|                        |                                                  |  |                              |                                       |  |  |  |  |  |  |  |                              |
|                        | Karolína Oranžsko-Nasavská                       |  |                              |                                       |  |  |  |  |  |  |  |                              |
|                        |                                                  |  |                              |                                       |  |  |  |  |  |  |  |                              |
|                        |                                                  |  |                              | Anna Hannoverská                      |  |  |  |  |  |  |  |                              |
|                        |                                                  |  |                              |                                       |  |  |  |  |  |  |  |                              |